# Abcdr du son
L'Abcdr du son est un magazine en ligne consacré à l'environnement du rap (production, chroniques, acteurs de l'ombre, articles, mix, etc.). Il a été créé en 2000 par Nicolas Baltzer et Arnaud Cassagne. 

## Ligne éditoriale et fonctionnement
Lors d'interviews accordées par certains de ses journalistes, la rédaction de l'Abcdr du Son explique en 2013 puis en 2014 vouloir « documenter le rap » et « ouvrir des portes » sur ce genre musical. En 2013, Pitchfork ou Empire sont cités comme modèle éditorial par l'un des rédacteurs du magazine.
En 2014, deux journalistes de l'Abcdr du Son expliquent que le site web n'a pas de modèle économique. Ils décrivent une construction similaire à celle des fanzines. Ni publicité ni financement externe ne participent à l'édition du magazine en ligne.
En 2013, la plateforme d'hébergement Dailymotion met à disposition un studio et une équipe technique pour permettre à l'Abcdr du Son de produire des contenus audiovisuels, dont une émission animée par Nicolas Baltzer et Mehdi Maïzi. Ces émissions se dérouleront jusqu'à la fin du mois de septembre 2016.

## Ouvrage
L'obsession rap : classiques et instantanés du rap français, Marabout, 2019 (ISBN 978-2-501-14107-9)
1990-1999 - Une décennie de rap français, Marabout, 2023, 256 p. (ISBN 9782501179041)